# Krzysztof Daukszewicz
Krzysztof Antoni Daukszewicz (ur. 30 października 1947 w Wichrowie) – polski satyryk, artysta kabaretowy, felietonista, poeta, autor tekstów, piosenkarz, gitarzysta i kompozytor.
Występuje z własnymi programami satyrycznymi, realizował programy w telewizji. Jest autorem kilkunastu książek i kilku albumów studyjnych.

## Życiorys
Urodził się i dorastał w Wichrowie. Jest synem Teresy i Stanisława Daukszewiczów, rodem z Wileńszczyzny. Ma starszą o 13 lat siostrę Stanisławę. Po zdaniu matury w VIII Liceum Pedagogicznym w Szczytnie rozpoczął studia w Wyższej Szkole Pedagogicznej w Olsztynie, ale ich nie ukończył. Był nauczycielem w szkole podstawowej w Jerutach Dużych. Działał w harcerstwie (zdobył stopień podharcmistrza) i przewodniczył Związkowi Młodzieży Wiejskiej.
Działalność estradową rozpoczął w 1975, zostając dyrektorem Miejskiego Domu Kultury w Szczytnie oraz współtwórcą kabaretu Gwuść, który zakończył działalność do 1978. W 1976 za autorski program Dookoła Wojtek otrzymał II nagrodę na 1. Biesiadzie Humoru i Satyry w Lidzbarku Warmińskim, a w następnym roku zwyciężył na tym festiwalu z programem Mity i nity, czyli nasza Monachomachia. Również w 1977 otrzymał nagrodę Złote Rogi Kozicy na Ogólnopolskim Turnieju Kabaretów w Zakopanem, gdzie był także jednym z organizatorów Festiwalu Piosenki Antyradzieckiej. Po przeprowadzce w 1978 do Warszawy przez kolejne trzy lata zaczął działać w kabarecie Na Pięterku założonym przez Związek Polskich Autorów i Kompozytorów. W 1979 wystąpił w Podwieczorku przy mikrofonie. W latach 1979–1984 był kierownikiem literackim Teatru na Targówku, w którym wystawił przedstawienie satyryczne Dziury na drodze i musical dla dzieci Dzieci taty Zeusa. Na przełomie lat 70. i 80. zrealizował programy telewizyjne: Na tronie i U pana Krzysia. W latach 1983–1984 odbywał trasę koncertową z zespołem Vox. W latach 1983–1986 w duecie z Januszem Gajosem występował w programie kabaretowym Hotel Nitz. W 1986 za antywojenną farsę Cycek otrzymał trzecią nagrodę na Międzynarodowym Konkursie na sztukę teatralną. Od 1986 do 1990 występował w kabarecie Pod Egidą. W 1990 na 27. Krajowym Festiwalu Piosenki Polskiej w Opolu premierowo wystąpił z programem kabaretowym Listy do Pana Hrabiego, który później ukazywał się również w formie książek. W 1991 otrzymał nagrodę Ministerstwa Kultury i Sztuki podczas 28. KFPP w Opolu.
Prowadzi własną rubrykę w tygodniku „Przegląd”. W latach 1994–1997 był redaktorem naczelnym kwartalnika kulturalno-literackiego więźniów „Stygmat”. W latach 2007–2016 był felietonistą w miesięczniku „Łowiec Polski”; zbiór jego tekstów został wydany w formie książki pt. „Prosto z ambony” z 2016. W 2011 wziął udział w nagraniu utworu „Mazurski cud”, powstałego w ramach akcji „Mazury Cud Natury” promującego region Mazur. W latach 2005–2023 był stałym gościem i komentatorem w programie publicystyczno-satyrycznym Szkło kontaktowe w TVN24. W latach 2020–2021 był komentatorem Halo.Radia.

## Życie prywatne
Trzykrotnie żonaty. Z pierwszą żoną, Grażyną, był związany przez osiem lat. Z drugą żoną, Małgorzatą Janiną Kreczmar (1953–2006), córką aktorów Justyny i Jana Kreczmarów, miał czworo dzieci: Aleksandra, Grzegorza, Krzysztofa i Sylwię. Następnie ożenił się z Violettą Ozminkowski.
Ma poglądy liberalno-lewicowe.

### Kontrowersje
15 maja 2023 roku, pod koniec odcinka programu Szkło kontaktowe, zażartował w stronę Piotra Jaconia, pytając: „A jakiej płci on dzisiaj jest?”, parafrazując słowa Jarosława Kaczyńskiego z lipca 2022, o którym wcześniej toczyła się dyskusja (prezes PiS powiedział wówczas: „Oczywiście ktoś się może z nami nie zgadzać, ma lewicowe poglądy. Uważa, że każdy z nas może w pewnym momencie powiedzieć, że do godziny wpół do szóstej byłem mężczyzną, a teraz jestem kobietą”). Spotkało się to z ostrą reakcją Jaconia, który zajmuje się także problemami osób transpłciowych. W efekcie nieprzychylnych komentarzy, po miesiącu Daukszewicz zrezygnował ze współprowadzenia programu. Na znak solidarności ze Szkła… odeszli też Artur Andrus i Robert Górski.

## Dyskografia
- Meneliki, limeryki, epitafia, sponsoruje ruska mafia... a opowiada Autor – w serii Książki do Słuchania AudioClub.pl i Bellona, 2008.
- Easy Rider – Krzysztof Daukszewicz wraz z zespołem Hunter, 2007
- The best – Dobranoc Europo, 2004
- Nadwyobraźnia, WMP 2000

1. McDrive
2. Audio-tele
3. L4
4. To ból, to nic
5. Matka menela
6. Towarzysze i koledzy
7. Łódka Bols
8. Zaproszenie do dyskusji
9. Nie wierzcie tym, co mówią
10. Ballada o dwóch piwach
11. Odchodzę w stronę samotnych
12. Jeszcze jedna noc, jeszcze jeden dzień
13. Deszcz pada na Mazurach
14. Jesień
15. Blues śpiewany na stojąco w d-moll

- Mc Drive, 2000
- Zadupie (live), 2000
- Zadupie, Selles Records 1999
- Prośba, PolyGram 1996

1. Ballada dziadowska
2. Wiosna nasza
3. Eminencja
4. Idą myśliwi
5. Ballada o człowieku z kwiatami
6. Do siego roku poetom
7. Plotki
8. Prośba
9. Aleja róż
10. Hamburg
11. Kosher song
12. Nie śpiewam ministrom
13. Schody do mojego nieba
14. Ja świateł nie gaszę
15. Bezrocze
16. Ballada dziadowska
17. Klasówka z fragmentu wolności

- Stare and nowe, H & I Ltd 1994

1. Leniwa niedziela
2. Wesołe miasteczko
3. Pochód
4. Zadupie
5. Ja was...
6. On i ja
7. W pogoni
8. To jest mój kraj
9. Śmierć satyryka
10. Easy Rider
11. Na bezdrożach
12. Sposób na przetrwanie
13. Tyle mi zostało
14. Bieda-koleżka
15. Obok hotelu Grant
16. Dobranoc Europo

- Pochód, H. & I. Ltd 1994
- Przeżyłem, Panie Hrabio, H. & I. Ltd 1994
- Muzykoterapia, H. & I. Ltd 1993
- Bieda, Polskie Nagrania 1990
- Pralnia, Polskie Nagrania 1988

## Książki
- „Izy Rajder, czyli pieszy jeździec”, Wydawnictwo Radia i Telewizji, Warszawa 1991 (ISBN 83-212-0570-4)
- „Piosenki z życiorysem”, Wydawnictwo Orgelbrandów, Warszawa 1995 (ISBN 83-8660-602-9)
- „Prawdziwki i zmyślaki”, Wydawnictwo Orgelbrandów, Warszawa 1996; wznowienie: wyd. Bellona 2011(ISBN 978-83-11-12114-0)
- „Przeżyłem, Panie Hrabio”, Wyd. ART „B” Press, Poznań 1991 (ISBN 83-9001-070-4)
- Cykl „Między Worłujem a Przyszłozbożem”:
  - tom 1 – „Przyspieszenie”, Wyd. Hrabia & Ignacy Ltd, Warszawa 1992 (ISBN 83-900378-0-7)
  - tom 2 – „Spowolnienie”, Wyd. Hrabia & Ignacy Ltd, Warszawa 1992 (ISBN 83-900378-1-5)
  - tom 3 – „W sam raz”, Wyd. Hrabia & Ignacy Ltd, Warszawa 1992 (ISBN 83-900378-2-3)
  - tom 4 – „Po przełomie”, Wyd. Hrabia & Ignacy Ltd, Warszawa 1994 (ISBN 83-7043-083-X)
  - tom 5 – „Lewom marsz”, Polski Dom Wydawniczy, Warszawa 1994 (ISBN 83-7043-179-8)
  - tom 6 – „Pamiętnik popaprańca”, 1995 (ISBN 83-86386-23-1)
  - tom 7 – „Magister Prezydent”, Univ-Comp, Warszawa 1996 (ISBN 83-86386-14-2)
  - tom 8 – „Król Maniuś Pierwszy”, Tevere 1997 (ISBN 83-904768-1-9)
  - tom 9 – „Polska Rzeczpospolita Polska”, Tevere 1999 (ISBN 83-904768-3-5)
- „Hrabia, Wiedźma i Cycek”, Wyd. ART „B” Press, Poznań 1993 (ISBN 83-85135-60-X)
- „Przeboje sezonów”, Bellona 2001 (ISBN 83-11-09341-5)
- „Byłoniebyło”, Wers, Olsztyn 2003 (ISBN 83-915773-5-X)
- „Meneliki, limeryki, epitafia sponsoruje ruska mafia”, Bellona 2004 (ISBN 83-11-09899-9); w 2008 ukazało się w serii Książki do Słuchania (AudioClub.pl i Bellona)
- „Pamiętnik IV Rzepy”, Bellona 2009 (ISBN 978-83-111-2317-5)
- „Cwane główki i chłopaki z drogówki. Meneliki 2”, Bellona 2012 (ISBN 83-11-09899-9)
- „Tuskuland”, Prószyński Media 2015 (ISBN 978-83-8069-003-5)
- „Nareszcie w Dudapeszcie”, współautor: Aleksander Daukszewicz, Prószyński Media 2020 (ISBN 978-83-8169-324-0)
- „Jak płynie wódeczka na wsi i w miasteczkach”, Prószyński Media 2022 (ISBN 987-83-8352-014-8)

## Nagrody i odznaczenia
- 1977 – „Złote Rogi Kozicy” i nagroda MKiS w Ogólnopolskim Turnieju Kabaretowym w Zakopanem
- 1977 – „Złota Szpilka” na II Biesiadzie Humoru i Satyry za program „Mity i nity, czyli nasza Monachomachia”
- 1978 – III nagroda na III Biesiadzie Humoru i Satyry
- 1978 – „Srebrne Rogi Kozicy” w Ogólnopolskim Turnieju Kabaretowym w Zakopanem
- 1986 – Grand Prix oraz nagroda dziennikarzy na przeglądzie kabaretowym OSET w Rzeszowie
- 1986 – III nagroda za farsę „Cycek” na Międzynarodowym Konkursie na sztukę teatralną w Jugosławii
- 1991 – nagroda MKiS na KFPP Opole
- 1991 – „Złoty Mikrofon”
- 1991 – nagroda miesięcznika „Szpilki” za „Listy do Pana Hrabiego”
- 1992 – „Złoty Kamerton”
- 1997 – „Prometeusz”
- 2008 – Medal ZAiKS-u[40]
- 2009 – Srebrny Medal „Zasłużony Kulturze Gloria Artis”[41]
- 2013 – Odznaka ZAiKS-u[40]
- 2020 – Nagroda im. Henryka Panasa[42][43]